# Tom Barrasso
Thomas Patrick Barrasso (Boston, 31 marzo 1965) è un allenatore di hockey su ghiaccio ed ex hockeista su ghiaccio statunitense che giocava nel ruolo di portiere.

## Carriera

### Giocatore
Ha esordito giovanissimo in NHL, a diciott'anni, coi Buffalo Sabres. Ha poi giocato coi Pittsburgh Penguins, gli Ottawa Senators, i Carolina Hurricanes, i Toronto Maple Leafs e i St. Louis Blues, prima di tornare, nel giugno 2003 con un contratto di un solo giorno, a Pittsburgh, per potersi ritirare da giocatore dei Penguins. A fine carriera conta 896 presenze in NHL.
In carriera ha vinto per due volte la Stanley Cup (entrambe con la maglia dei Pittsburgh Penguins, nel 1991 e nel 1992) e, a livello individuale, un Vezina Trophy (1983-1984), un Calder Memorial Trophy (1983-1984) ed un William M. Jennings Trophy (1984-1985).
Con la nazionale degli Stati Uniti ha disputato un'edizione dei mondiali (1986), due della Canada Cup (1984 e 1987) ed una dei Giochi Olimpici Invernali (2002, vincendo la medaglia d'argento).

### Allenatore
Ha allenato per cinque anni nei Carolina Hurricanes, dapprima come allenatore dei portieri, poi come assistente. Dal 2013 si è trasferito in Europa, in KHL: per una stagione è stato assistente allenatore nel Metallurg Magnitogorsk (2012-2013), poi, dopo un anno di stop, nel 2015 è stato chiamato ad allenare i portieri dello Slovan Bratislava.
Nel novembre 2015 ha tuttavia lasciato lo Slovan per sostituire Pat Curcio sulla panchina dell'Hockey Club Valpellice, nel campionato italiano, per la sua prima esperienza da capo allenatore. Nell'estate del 2016 si trasferì all'Asiago Hockey, formazione iscritta alla neonata Alps Hockey League. Nonostante un inizio di stagione incerto, la squadra arrivò in finale sia in serie A che nella Alps Hockey League, perdendo entrambe con il Renon, e Barrasso venne confermato anche per la stagione successiva, che fu coronata da maggior successo: a fronte dell'eliminazione in semifinale di IHL - Elite, la squadra vinse invece la Alps Hockey League, nella finale giocata nuovamente contro il Renon.
La sua terza stagione ad Asiago durò poche settimane: il 9 ottobre 2018 Barrasso, avvalendosi di una clausola contrattuale che gli consentiva di lasciare gli stellati in caso di offerte più vantaggiose, accettò l'offerta degli Sheffield Steelers.
Ha fatto ritorno in Italia nel 2021, quando trovò l'accordo con il Varese, squadra militante in seconda serie. Già nel mese di dicembre ha lasciato i Mastini per fare ritorno all'Asiago, che aveva dovuto far fronte alle improvvise dimissioni di Petri Mattila. Coi veneti ha vinto sia lo scudetto che la Alps Hockey League.
Al termine della stagione firmò un biennale, fino al termine della stagione 2023-2024: è stato il primo allenatore giallorosso in ICE Hockey League.
Il 26 novembre 2024 venne assunto dagli Hannover Scorpions, ma la sua esperienza durò poco più di un mese: il 6 gennaio successivo venne sollevato dall'incarico, sostituto da Kevin Gaudet.

## Palmarès

### Giocatore

#### Club
- Stanley Cup: 2

Pittsburgh: 1990-1991, 1991-1992

#### Individuale
- Calder Memorial Trophy: 1

1983-1984
- Vezina Trophy: 1

1983-1984
- William M. Jennings Trophy: 1

1984-1985
- NHL First All-Star Team: 1

1983-1984
- NHL Second All-Star Team: 2

1984-1985, 1992-1993
- NHL All-Rookie Team: 1

1983-1984
- NHL All-Star Game: 1

1985

### Allenatore

#### Club
- Coppa Italia: 1

Valpellice: 2015-2016
- Campionato italiano: 1

Asiago: 2021-2022
- Alps Hockey League: 2

Asiago: 2017-2018, 2021-2022